# Petter Andreas Carlson
Petter Andreas Carlson, född 21 september 1779 i Karlskrona tyska församling, Karlskrona, död 5 februari 1843 i Karlskrona tyska församling, Karlskrona, var en svensk instrumentmakare i Karlskrona verksam 1819–1841. Han tillverkade blåsinstrument av mässing, såsom valthorn, trumpet, basun och kenthorn. 

## Biografi
Carlson föddes 1779 i Karlskrona. Han var son till murarmästaren Petter Carlsson (avliden före 1805) och Maria Elisabeth Tisch (1744–1815). 1805 var han gesäll hos okänd person. 1806 blev han instrumentmakare.
1805 bodde Carlson i kvarteret Dahlberg 67. Carlson ägde mellan 1828 och 1840 en gård i Gretlinge, Jämjö socken. Carlson var även medlem i stadens kyrkoråd. Han avled av nervfeber 1843 i Karlskrona.
Carlson var trolovad med Elin Persdotter (1787–1869) men de gifte sig aldrig. De fick tillsammans barnen Carl Johan (född 1814), Petter Andreas (född 1817) och Johanna Petronella (född 1824). 

## Instrument
Carlson tillverkade trumpeter, jägarhorn, valthorn. Även flöjter i trä finns bevarad efter honom. Han märkte sin instrument med P A Carlson och ibland la han till Carlskrona eller Ckrona.
| År   | Produkt/Arbete | Summa    |
| ---- | --- | -------- |
| 1819 | Blåsinstrument | 600.     |
| 1820 | Blåsinstrument | 600.     |
| 1821 | Blåsinstrument | 300.     |
| 1822 | Blåsinstrument | 600.     |
| 1823 | Blåsinstrument | 800.     |
| 1824 | Blåsinstrument | 800.     |
| 1825 | Blåsinstrument | 800.     |
| 1826 | Blåsinstrument | 1000.    |
| 1827 | Blåsinstrument | 1200.    |
| 1828 | Diverse instrument | 1200.    |
| 1829 | 14 valthorn (500) 40 trumpeter (400) 12 basuner (300) 24 jägarhorn (200) 6 kenthorn (200) | 1600.    |
| 1830 | 12 valthorn (500) 30 trumpeter (300) 12 basuner (288) 16 jägarhorn (150) 9 kenthorn (270) | 1508.    |
| 1831 | 10 valthorn (450) 25 trumpeter (200) 12 basuner (300) 16 jägarhorn (160) 7 kenthorn (210) | 1320.    |
| 1832 | 50 signaltrumpeter (366) 10 inventionstrumpeter (240) 12 valthorn (600) 7 klaffhorn (210) 11 basuner (275) 14 jägarhorn (140)                                                                                    | 1831.    |
| 1833 | 32 signaltrumpeter (213) 5 inventionstrumpeter (120) 9 valthorn (450) 7 basuner (168) 3 kenthorn (90) 23 jägarhorn (230)                                                                                         | 1271.    |
| 1834 | 47 signaltrumpeter (313) 9 inventionstrumpeter (216) 7 valthorn (350) 6 basuner (144) 5 kenthorn (150) 27 jägarhorn (216)                                                                                        | 1389.    |
| 1835 | 35 signaltrumpeter i mässing (245) 7 inventionstrumpeter i mässing (168) 5 inventionsvalthorn i mässing (250) 9 basuner i mässing (216) 5 kenthorn i mässing (150) 11 jägarhorn i mässing (110)                  | 1139.    |
| 1836 | 48 signaltrumpeter (336) 5 trumpeter (120) 9 valthorn (450) 7 basuner (168) 3 kenthorn (90) 4 jägarhorn (40) | 1204.    |
| 1837 | 52 signaltrumpeter (346,32) 3 trumpeter (72) 8 valthorn med byglar (400) 5 basuner (120) 3 kenthorn (90) 8 jägarhorn (80)                                                                                        | 1108,32. |
| 1838 | 10 valthron (500) 3 trumpeter med byglar (74) 29 signaltrumpeter (93,16) 1 cornethorn (32) 4 kenthorn (120) 7 jägarhorn (70) 3 kvartsbasuner (100) 4 tenorbasuner (96) 1 altbasun (16) 6 postiliontrumpeter (30) | 1131.    |
| 1839 | 45 signaltrumpeter (300) 3 trumpeter (72) 10 valthorn (500) 7 basuner (168) 5 kenthorn (150) 9 jägarhorn (90) 10 fagthorn (50)                                                                                   | 1330.    |
| 1840 | 27 signaltrumpeter (184) 3 trumpeter (72) 8 inventionsvalthorn (400) 7 basuner (168) 3 kenthorn (90) 6 posttrumpeter (24) 1 ventiltrumpet (50)                                                                   | 988.     |
| 1841 | 26 signaltrumpeter (156) 2 ventiltrumpeter (66,32) 1 ventilvalthorn (60) 1 ventilbasun (40) 2 inventionstrumpeter (48) 2 kenthorn (60) 7 jägarhorn (70)                                                          | 501.     |
| 1842 | - | -        |
| 1843 | - | -        |

### Bevarade instrument
- Trumpet med F-märkt bygel (768). Märkning: P A Carlson 1809. Finns på Blekinge museum.
- Inventionshorn (GM 3852). Finns på Göteborgs Stadsmuseum.
- Tvärflöjt. Finns på Helsingborgs museer.
- Valthorn (KM 4421) med munstycke och 5 byglar. Märkning: P A Carlson. Finns på Kulturen, Lund.
- Flöjt, piccolo (N 77219). Finns på Musikmuseet, Stockholm.
- Tvärflöjt (M 21). Finns på Musikmuseet, Stockholm.
- Tvärflöjt (M 435). Finns på Musikmuseet, Stockholm.
- Tvärflöjt (M 1573). Finns på Musikmuseet, Stockholm.
- Tvärflöjt (M 2279). Finns på Musikmuseet, Stockholm.
- Basun (M 482). Finns på Musikmuseet, Stockholm.
- Inventionshorn med 5 byglar: Diss, C, B, E, D (M 1556). Finns på Musikmuseet, Stockholm.
- Inventionshorn (M 64). Finns på Musikmuseet, Stockholm.
- Kenthorn (M 479). Finns på Musikmuseet, Stockholm.
- Kenthorn (N 30283). Finns på Musikmuseet, Stockholm.
- Naturhorn (M 1464). Finns på Musikmuseet, Stockholm.
- Flygelhorn (M 1465). Finns på Musikmuseet, Stockholm.
- Trumpet. Märkning: P A Carlson. Finns på Stiftelsen Musikkulturens Främjande, Stockholm.
- Naturhorn med 7 byglar: C, D, Diss, E, F, A, B (IBB 010). Märkning: Petter A Carlson Carlskrona. Finns på Nydahls samling, Stockholm.
- Tvärflöjt. Finns på Smålands museum – Sveriges glasmuseum, Växjö.
- Klafftrumpet med 5 klaffar. Märkning: P A Carlson C:krona. Finns på Västergötlands museum, Skara.
- Kenthorn med 6 klaffar. Märkning: P A Carlson Ckrona Stenberg. Finns på Västergötlands museum, Skara.
- Inventionshorn med F-bygel. Märkning: P A Carlson Ckrona. Finns på Västergötlands museum, Skara.
- Inventionshorn med F-bygel. Märkning: P A Carlson i Karlskrona. Finns på Västergötlands museum, Skara.
- Inventionshorn med Diss-bygel. Märkning P A Carlson Ckrona Skara. Finns på Västergötlands museum, Skara.
- Horn med 6 klaffar. Märkning: P A Carlson Ckrona Skara. Finns på Västergötlands museum, Skara.
- Inventionshorn (A 7784). Finns på Östergötlands museum, Linköping.
- Inventionshorn med 5 byglar. Märkning P A Carlson. Hornet ägs av en privatperson.

## Medarbetare och gesäller
- 1818–1822 - Carl Gustaf Vetterlund (född 1801). Han var lärling hos Carlson.
- Johan Jacobsson (född 1794). Han var gesäll hos Carlson.
- 1811–1812 och 1815–1825 - Georg Lindman (född 1789). Han var gesäll hos Carlson.
- 1830–1841 - Carl Fredrik Stjernström (född 1809). Han var lärling hos Carlson och blev senare gesäll.